# Samuel Musgrave
Samuel Musgrave (* 29. September 1732 in Washfield/Devon (England); † 4. Juli 1780 in Bloomsbury (Camden), heute Stadtbezirk von London) war ein englischer Altphilologe und Arzt.

## Leben
Samuel Musgrave war Sohn eines Arztes. An der University of Oxford studierte er von 1749 bis 1754 unter anderem Latein und Griechisch und schloss das Studium mit dem B.A. ab. Es schloss sich das Radcliffe travelling fellowship an, mit dem er von 1754 bis 1765 vor allem in Frankreich, insbesondere in Paris, und den Niederlanden weilte. 1756 folgte der Master-Abschluss, ebenfalls in Oxford. 1760 wurde Musgrave in die Royal Society aufgenommen. 1762/63 schloss sich in der Tradition seines Vaters ein weiteres Studium der Medizin an, das er an der Universität Leiden als Doktor abschloss. 1763 wurde er in die Académie Royal des Inscriptions et Belles-Lettres aufgenommen. Seit 1766 wirkte Musgrave zunächst in Exeter, dann in Plymouth als Arzt. Zwischen 1765 und 1770 versuchte er vergeblich, Mitgliedern der englischen Regierung Korruption in Zusammenhang mit dem Pariser Frieden von 1763 nachzuweisen, der den Siebenjährigen Krieg beenden sollte. Zentral war dabei ein an die Menschen der Grafschaft Devon adressiertes Pamphlet aus dem Jahr 1765 mit der Behauptung, der im Londoner Exil lebende Spion und Diplomat Charles d’Eon de Beaumont besitze Beweise für diese Beschuldigung. Dieser bestritt die Vorwürfe und das House of Commons urteilte 1770 zu Musgraves Ungunsten. Das hatte nachdrückliche Auswirkungen auf seine praktische Tätigkeit als Arzt, weshalb er sich 1775 in Bloomsbury, London, niederließ und sich vorrangig als Autor zu philologischen und medizinischen Themen betätigen musste, um sein Einkommen zu bestreiten. 1775 wurde er zudem in Oxford für Medizin promoviert. 1777 wurde Musgrave in das Royal College of Physicians aufgenommen.
Obwohl Musgrave schon früh in seiner Karriere, 1757, erste Arbeiten im Bereich der Medizin publiziert hatte, vor allem seine Studien zur Psychosomatik waren von Bedeutung, liegen seine wichtigeren wissenschaftlichen Leistungen in der Philologie. Hier waren seine Leistungen weniger zeittypisch antiquarisch, als in der althumanistischen Tradition stehend. Gemeinsam mit Thomas Thyrwitt trieb er die englischen Forschungen zur Textkonstitution des Euripides und des Sophokles voran. Hierbei verbesserte er die Forschungen von Josuah Barnes, Thomas Johnson und Jeremiah Markland und beeinflusste zeitgenössische wie spätere Generationen von britischen Altphilologen, darunter Richard Porson und Peter Elmsley. Ein großer Teil von Musgraves Emendationen und Konjekturen finden sich bis heute in den modernen Euripides-Ausgaben.